# Semyon Goldshtab
Semyon Leontievitch Goldshtab (en russe : Семён Леонтьевич Гольдштаб,), né le 19 décembre 1906 dans l'Empire russe et mort le 20 avril 1971 à Kirov (oblast de Kirov), est un acteur soviétique.

## Biographie
Semyon Goldshtab fait ses études à l'école d'art dramatique de Bakou. En 1924-1935, il se produit dans les théâtres de Bakou, Koursk, Kouzbass et Tomsk.
Dans les années 1940, l'artiste travaille au Théâtre dramatique de Kirov (ru) où on lui confie l'interprétation du rôle de Staline dans la pièce Le Carillon du Kremlin de Nikolaï Pogodine. Puis il travaille pendant une courte période au Théâtre dramatique de Moscou.
En 1941-1944, il fut acteur du Tachkent Film Studio, en 1944-1946, acteur des studios Mosfilm. Interprète du rôle de Joseph Staline dans quatre films soviétiques. Après la mort de Staline et la dénonciation du culte de la personnalité, on a supprimé les scènes qui représentaient le « père des peuples » de la plupart des longs métrages.

## Filmographie
- 1937 : Lénine en octobre (Ленин в октяабре) de Mikhaïl Romm : Joseph Staline
- 1941 : Première de cavalerie (ru) (Первая конная) de Efim Dzigan : Joseph Staline
- 1942 : Il s'appelle Sükhe-Bător (ru) (Его зовут Сухэ-Батор) d'Alexandre Zarkhi et Iossif Kheifitz : Joseph Staline
- 1942 : Alexandre Parkhomenko (Александр Пархоменко) de Leonid Loukov : Joseph Staline[3]
- 1943 : Porté disparu (ru) (Пропавший без вести) de Vladimir Braun : torpilleur